# Драгомани
Драгомàни е село в Северна България. То се намира в община Габрово, област Габрово.

## География
Село Драгомани се намира на около 9 km североизточно от центъра на град Габрово, 8 km югозападно от Дряново и около 0,5 km южно от село Лесичарка. Разположено е в югоизточното подножие на платото Стражата. Климатът е умереноконтинентален. Надморските височини в по-високия западен край на селото достигат около 470 – 490 m, а в по-ниския му източен край намаляват до около 420 m. Общинският път до Драгомани е отклонение от общинския път между селата Раховци и Лесичарка, който южно от Раховци има връзка с първокласния републикански път I-5 (Русе – Велико Търново – Дряново – Габрово – Казанлък – ГКПП Маказа - Нимфея), частично съвпадащ с Европейски път Е85.
Населението на село Драгомани наброявало 62 души при преброяването към 1934 г., намалява до 3 към 1985 г. и след колебания в числеността през следващите години наброява 9 души (по текущата демографска статистика за населението) към 2019 г.

## История
През 1966 г. дотогавашното населено място колиби Драгоманите е преименувано на Драгомани, а през 1995 г. колиби Драгомани придобива статута на село.